# Прісяка (Олт)
Прісяка (рум. Priseaca) — село у повіті Олт в Румунії. Входить до складу комуни Прісяка.
Село розташоване на відстані 130 км на захід від Бухареста, 11 км на північний схід від Слатіни, 54 км на північний схід від Крайови.

## Населення
За даними перепису населення 2002 року у селі проживали 1103 особи, усі — румуни. Усі жителі села рідною мовою назвали румунську.